# 1,5-Diamino-1H-tetrazol
1,5-Diamino-1H-tetrazol ist eine heterocyclische, hochexplosive Verbindung, die zu der Stoffgruppe der organischen Tetrazole zählt. Mit einem Stickstoffgehalt von 83,97 % ist die Verbindung ein an Stickstoff reiches Tetrazolderivat.

## Geschichte
Die Herstellung der Substanz durch Umsetzung von Thiosemicarbazid mit Natriumazid und Blei(II)-oxid wurde erstmals 1931 von R. Stolle beschrieben. Im Jahr 1969 beschrieb R. Rapp eine Aminierungsreaktion von 5-Aminotetrazol mittels Hydroxylamin-O-sulfonsäure, wobei ein Gemisch aus 1,5-Diaminotetrazol und 2,5-Diaminotetrazol und nur 8,5 % Ausbeute an der Zielverbindung erhalten wurde.

## Darstellung und Gewinnung
Die Synthese von 1,5-Diamino-1H-tetrazol kann durch die Reaktion von Aminoguanidiniumchlorid mit salpetriger Säure erfolgen, wobei ein Azidoguanylchlorid als Zwischenprodukt auftritt. Die Verbindung kann auch durch die Umsetzung von Cyanazid mit Hydrazin erhalten werden. Hier entsteht intermediäre ein Azidohydrazon, welches dann unter Ringschluss die Zielverbindung ergibt.
Eine weitere Synthese geht vom Thiosemicarbazid aus, welches einfach aus Kaliumthiocyanat und Hydrazin in saurem Medium gewonnen werden kann. Im ersten Schritt wird durch die Umsetzung mit Bleioxid die Zwischenverbindung 1-Hydrazinylenmethanimin erhalten. Diese ergibt durch Umsetzung mit Stickstoffwasserstoffsäure unter Ringschluss das 1,5-Diamino-1H-tetrazol.

## Eigenschaften
1,5-Diamino-1H-tetrazol ist ein kristaller Feststoff, der bei 187–190 °C schmilzt. Oberhalb des Schmelzpunktes tritt eine stark exotherme Zersetzung mit einer Zersetzungswärme von −850 kJ·mol−1 auf. Als Zersetzungsprodukte werden Stickstoff, Stickstoffwasserstoffsäure, Ammoniak, Blausäure, Ammoniumazid und 1,2,4-Triazol beobachtet. Die Verbindung kristallisiert in einem monoklinen Kristallgitter mit der Raumgruppe P21/c (Raumgruppen-Nr. 14). Die Verbindung kann in zwei tautomeren Strukturen auftreten.
Als basische Verbindung werden mit Säuren Salze gebildet. So bildet sich mit Salzsäure das 1,5-Diamino-1H-tetrazoliumchlorid (CH4N6·HCl, CAS-Nr. 23685-20-3).

## Verwendung
Die Verbindung dient zur Herstellung weiterer hochenergetischer Salze. Beispiele dafür sind:
- 1,5-Diamino-1H-tetrazoliumnitrat (CH4N6·HNO3, CAS-Nr. 95335-56-1)
- 1,5-Diamino-1H-tetrazoliumpikrat (CH4N6·C6H3N3O7, CAS-Nr. 95335-57-2)
- 1,5-Diamino-1H-tetrazoliumperchlorat (CH4N6·HClO4)

Über das Perchlorat kann mit Kaliumdinitramid das Dinitramidsalz erhalten werden.